# Липоор
Лопоор или Липор (грч. Λιποχώρι, Липохори) је насељено место у општини Вртикоп у периферији Средишња Македонија, Грчка. Према попису из 2021. године било је 919 становника.
Према бугарском географу и историчару, Василу Канчову, у Липоор је 1900. године живело 250 Турака и 120 Рома муслимана. Село се састоји од Доље (насељено Турцима) и Горње махале (насељене Словенима). Горњи Липоор је 1928. године имао 120 житеља. Године 1924. муслиманско становништво је принудно исељено у Турску а на њихово место су насељене грчке избеглице из Турске. На попису из 1928. године Доњи Липоор је имао 563 становника, док се од наредних пописа Доњи и Горњи Липоор воде као једно насеље, које је на попису из 1940. године имало 800 становника.